# Wereldkampioenschappen schoonspringen 2011 – tienmetertoren synchroon vrouwen
Het Wereldkampioenschap synchroonspringen op de tienmetertoren voor vrouwen werd gehouden op 18 juli 2011 (voorronde en finale) in de Chinese stad Shanghai. De eerste 12 koppels uit de voorronde kwalificeerden zich voor de finale. De eerste drie koppels uit de finale kwalificeerden zich voor de Olympische Zomerspelen van 2012 in Londen. Regerend wereldkampioenen waren de Chinese vrouwen Wang Xin en Chen Ruolin.

## Uitslagen

### Voorronde
| Rang | Namen                                   | Land                | Score  | Bijz. |
| ---- | --------------------------------------- | ------------------- | ------ | ----- |
| 1    | Wang Hao Chen Ruolin                    | China               | 335,34 | Q     |
| 2    | Alexandra Croak Melissa Wu              | Australië           | 303,66 | Q     |
| 3    | Christin Steuer Nora Subschinski        | Duitsland           | 292,56 | Q     |
| 4    | Tonia Couch Sarah Barrow                | Verenigd Koninkrijk | 290,28 | Q     |
| 5    | Meaghan Benfeito Roseline Filion        | Canada              | 289,65 | Q     |
| 6    | Leong Mun Yee Pandelela Rinong          | Maleisië            | 289,50 | Q     |
| 7    | Viktoria Potjechina Joelia Prokoptsjoek | Oekraïne            | 283,62 | Q     |
| 8    | Choe Kum-hui Kim Jin-ok                 | Noord-Korea         | 273,06 | Q     |
| 9    | Anna James Mary Beth Dunnichay          | Verenigde Staten    | 272,10 | Q     |
| 10   | Paola Espinosa Tatiana Ortiz            | Mexico              | 269,49 | Q     |
| 11   | Darja Govor Joelia Koltoenova           | Rusland             | 266,28 | Q     |
| 12   | Corina Popovici Mara Aiacoboae          | Roemenië            | 253,62 | Q     |
| 13   | Villo Kormos Zsófia Reisinger           | Hongarije           | 244,68 |       |
| 14   | Lisette Ramirez Maria Betancourt        | Venezuela           | 221,04 |       |

### Finale
| Rang   | Naam                                    | Land                | Score  |
| ------ | --------------------------------------- | ------------------- | ------ |
| Goud   | Wang Hao Chen Ruolin                    | China               | 362,58 |
| Zilver | Alexandra Croak Melissa Wu              | Australië           | 325,92 |
| Brons  | Christin Steuer Nora Subschinski        | Duitsland           | 316,29 |
| 4      | Tonia Couch Sarah Barrow                | Verenigd Koninkrijk | 314,52 |
| 5      | Viktoria Potjechina Joelia Prokoptsjoek | Oekraïne            | 311,64 |
| 6      | Leong Mun Yee Pandelela Rinong          | Maleisië            | 305,34 |
| 7      | Meaghan Benfeito Roseline Filion        | Canada              | 303,87 |
| 8      | Paola Espinosa Tatiana Ortiz            | Mexico              | 298,80 |
| 9      | Darja Govor Joelia Koltoenova           | Rusland             | 291,24 |
| 10     | Choe Kum-hui Kim Jin-ok                 | Noord-Korea         | 278,64 |
| 11     | Anna James Mary Beth Dunnichay          | Verenigde Staten    | 278,22 |
| 12     | Corina Popovici Mara Aiacoboae          | Roemenië            | 273,48 |